# Bob Wiley
Bob Wiley es un personaje ficticio interpretado por Bill Murray en la película ¿Qué pasa con Bob?.

## Historia
Bob Wiley es un hombre trastornado neurótico de Nueva York con múltiples manías y diversas fobias, la principal es el miedo que experimenta cuándo se encuentra en lugares públicos. El psiquiatra Carswell Fensterwald (Brian Reddy) harto de los problemas de su paciente Bob, decide recomendarlo con el Dr. Leo Marvin (Richard Dreyfuss) con la intención de deshacerse de él. Leo es un psiquiatra con un ego enorme, que logra descubrir inmediatamente que Bob sufre de trastornos debido a su divorcio con su pareja a causa de su desacuerdo con los fanáticos de Neil Diamond. Por ello, Leo le recomienda el libro que acaba de publicar 
"Pasitos de bebe". Bob se emociona bastante con la terapia y comienza a ilusionarse que Leo lo sacará de sus problemas de una forma rápida. Leo decide tomar unas vacaciones en su casa ubicada en el lago Winnipesaukee, New Hampshire, por lo que se ve obligado a interrumpir las terapias de sus pacientes, una de ellas la de Bob. Este entra en pánico cuándo se entera de que su doctor saldrá de la ciudad, por lo que comienza a atosigarlo con llamadas hasta su casa de New Hampshire. Cuando Leo le recalca amablemente que no quiere saber nada de él durante sus vacaciones, Bob se hace pasar por muerto, luego por un detective privado que investiga su propia muerte. Con la información de la secretaria de Leo, logra llegar a New Hampshire en dónde luego de una fuerte crisis de nervios en el camión encuentra a Leo. Este enojado le pide regresar a New York, pero Bob insiste en que lo llame a las 3:00 p. m. a la cafetería del pueblo.
Bob espera con ansias hasta poco después de las 3:00 p. m.. En este punto, un comentario casual alerta a los esposos Guttmans (Aldredge Tom y Susan Willis), los propietarios de la cafetería, que el Dr. Marvin le va a llamar. Los Guttmans han alimentado un resentimiento feroz en contra de Leo, quien compró la casa de vacaciones que habían estado ahorrando para comprar. Detectando una oportunidad de venganza, los Guttmans conducen a Bob hasta la casa de Leo. Cuando Bob llega, Leo le escribe una receta que dice "Tómese unas vacaciones de sus problemas". Bob malinterpreta la frase y se queda a vacacionar con Leo, y para desgracia de este, su familia que simpatiza con Bob, le pide que lo vea como un amigo y no como un paciente.
Durante estas vacaciones, Bob se hace amigo de los hijos de Leo: Anna (Kathryn Erbe) y Sigmund. Anna está harta de que su padre manipule su vida con dinámicas psiquiátricas. Bob parece entenderla y ella en agradecimiento lo enseña a remar, aunque él está completamente en una crisis de nervios. Poco a poco comienza a disfrutar el viaje y comienza a sentirse desatado por lo nuevo que ha aprendido. Luego Bob comienza a hablar con Sigmund quién ha estado practicando con su padre lanzarse al lago, pero su fuerte problema de miedo a morir le evita hacerlo. Bob hablándole de la misma manera sobre la muerte como Sigmund quiere, logra que este se arroje al lago. Leo con envidia arroja al lago a Bob, pero su familia lo saca y se resiente con Leo. Para horror de él, su esposa invita a Leo a cenar. Durante la comida, Bob muestra su mala educación al comer, haciendo ruidos con la comida y atragantándose con lo que hay. Leo explota enojado, provocando que se le atore un pedazo de pierna. Bob logra salvarlo y la familia se siente agradecida. Y para seguir con la desgracia de Leo, una fuerte tormenta pone en otra crisis a Bob, por lo que se ve obligado a dejarlo dormir en su casa. 
A la mañana siguiente, Leo con ansiedad se prepara para una entrevista en directo con Good Morning America para dar a conocer su libro. Trata desesperadamente de conseguir que Bob salga antes de que llegue el equipo de televisión, pero al mencionar a Bob como su paciente en la entrevista, permite a Bob aparecer en cámara. Bob frustra por completo la entrevista, siendo más reconocido por la gente que el mismo Leo. El enfurecido decide internar a Bob en un hospital psiquiátrico. La directora del hospital le habla luego de pocos minutos para que regrese. Bob simpatiza con todos los doctores del manicomio, por lo que es dado de alta. Leo deja abandonado a Bob en la carretera, pero una vez más regresa a su casa. Durante el cumpleaños de Leo, Bob llega a felicitarlo. El enfurecido lo corre y al darse cuenta de que su familia lo defiende, se decide a matarlo, amarrándolo con varias dinamitas. Bob creyendo que se trata de una terapia, malinterpreta la situación pensando en que el mensaje es que debe de liberarse de sus problemas y las "bombas falsas" representan su muerte. Bob entusiasmado logra safarse y sin saber que las bombas son reales, las deja en la casa y sale a avisarle a Leo que entendió la terapia. Los dos miran como la casa explota, mientras los Guttmans ríen. 
Leo queda parapléjico en una silla de ruedas y mira cómo Bob se casa con su hermana Lily. Cuándo el padre pregunta por algún impedimento, Leo logra gritar: NOOO!. Todos se alegran al ver que Leo volvió en sí. Bob se alegra demasiado y lo besa en la mejilla. La película acaba con el siguiente fragmento:
```
   Bob volvió a la escuela y se convirtió en un psicólogo.
   Luego escribió una exitosa novela: "Terapia de Muerte".
   Leo lo está demandando por los derechos.
```